# Зюринг, Рейнхард
Рейнхард Зюринг (нем. Reinhard Süring; 15 мая 1866 года ― 29 декабря 1950 года) ― немецкий метеоролог.
Уроженец Гамбурга. Изучал естественные науки и математику в Гёттингене, Марбурге и Берлине. Получил докторскую степень в 1890 году, защитив диссертацию под названием Temperaturabnahme in Gebirgsgegenden in ihrer Abhängigkeit von der Bewölkung. Позже в том же году он стал ассистентом Прусского метеорологического института в Берлине, а в течение следующего года перешел на работу в Магнитную метеорологическую обсерваторию в Потсдаме (1892).
В 1901 году он был назначен заведующим отделом штормов Прусского метеорологического института, а в 1909 году стал начальником метеорологического отдела Магнитной метеорологической обсерватории. После выхода на пенсию геофизика Адольфа Шмидта (1860―1944) он стал директором обсерватории в Потсдаме.
Между 1893 и 1921 годами Зюринг принимал участие в многочисленных научных экспериментах с воздушными шарами на большой высоте, которые проводились совместно с такими крупными учёными, как физиологи Герман фон Шрёттер (1870―1928) и Натан Цунц (1847―1920) и метеоролог Артур Берсон (1859―1942). ). 31 июля 1901 года он и Берсон достигли высоты 10 800 метров на открытом воздушном шаре. Научные данные, полученные при этом восхождении, были полезны для исследований, проводимых Рихардом Ассманном (1845―1918) и Леоном Тейссереном де Бором (1855―1913) в отношении их последующего открытия стратосферы в 1902 году.
Вместе со Шрёттером и Берсоном он участвовал в испытаниях, связанных с физиологическими эффектами давления ниже атмосферного, с использованием декомпрессионной камеры, установленной в Jüdisches Krankenhaus (Еврейская больница) в Берлине.
Вместе с Юлиусом фон Ханном (1839―1921) он был автором учебника Hann / Süring: Lehrbuch der Meteorologie, которым на протяжении нескольких поколений пользовались студенты-метеорологи.
Умер в Потсдаме, Восточная Германия, 29 декабря 1950 года.